# 넬 (밴드)
넬(영어: NELL)은 대한민국의 모던 록 밴드이다.

## 결성
1998년 수능 이후에 김종완이 그의 선배들과 함께 밴드 '아일럿(ilot)'을 결성했으나, 서로 잘 맞지 않아 멤버가 이재경과 정재원으로 교체되었고 이정훈이 마지막으로 합류하면서 1999년 3월, 지금의 멤버가 모이게 되었다. 아일럿(ilot)을 밴드명으로 활동하던 중, 1999년 7월 31일 인천 트라이포트 록 페스티벌을 보러 갔다가 비를 피하기 위해 찾은 한 PC방에서 밴드명을 이들이 이전에 본 조디 포스터 주연의 영화 《넬》로 교체했다. 밴드명을 교체한 이유에 대해 넬은 "영화 《넬》의 주인공은 오랜 시간 세상과 단절된 채 자신만의 언어를 사용하는 사람으로 나온다. 이는 '음악으로 대중과 소통하고 싶다'라는 우리의 뜻과 맞아떨어져서 밴드명으로 따왔다."라고 언급했다.

## 활동

### 1집Let It Rain(2003년)
2003년 정규 1집 《Let It Rain》이 발매됐다. 언더그라운드 시절에 이미 작곡된 100여곡 가운데 11곡을 엄선해 600시간의 녹음과 믹싱 작업을 거쳤다. 앨범 명에 대해선 “‘거침없이 솔직하게 표현하고 싶은 마음’을 나타낸다. ‘(비가 오는 걸) 막지 말라, 내버려두라’라는 뜻이다”라고 언급했다. 한편, 앨범 수록곡 '시작의 끝'과 '기생충'은 난해한 가사와 제목을 이유로 KBS로부터 방송불가 판정이 내려졌다. 메이저 데뷔를 하면서 생긴 큰 변화로 넬 멤버들이 꼽은 점은 다른 스테프가 넬의 공연에 처음으로 참여하게 된 것이다. 예전에는 무대 올라가서 갑자기 셋리스트 바꾸고 잼(Jam) 하다가 내려오고 그랬는데 스탭들이 많으니 지켜야 할 것들이 생겼다며, 그런 것에 대해 생각을 많이 하게 된 계기가 되었다고 한다. 처음엔 불편하기도 하고, 사람들 대하는 일이 힘들게 느껴지기도 했지만 음악 외에 조명이라든지, 영상, 공연의 흐름 등을 배울 수 있어서 좋았다고 언급했다.

### 2집Walk Through Me(2004년)
2004년 11월 18일, 정규 2집 《Walk Through Me》가 발매됐다. 1집과는 다르게 처음부터 끝까지 흘러가는 사운드를 추구했고, 이를 위해 일본에서 유명 엔지니어(히로노리 사토)와 함께 녹음과 마스터링 작업을 진행하였으며
한 곡당 20번 이상의 재녹음을 하는 등 1년에 가까운 시간을 투자하였다. 멤버들은 "표현의 한계가 확장됐다"라며 "예전부터 하고 싶었던 음악에 첫 발을 내딛은 느낌"이라고 언급했다. 앨범 명과 관해선 "넬을 솔직히 표현한 음악"으로 "나를 뚫고 지나가면 확실히 알 수 있지 않겠냐"라는 뜻을 내포하고 있다.
한편 넬은 발매 몇 시간 만에 초도 물량 15,000장이 다 팔려나가고
공연 예매 시작 15분 만에 전석이 매진되는
등의 두터운 팬층을 쌓으며 '모던 록의 한국화에 기여한 밴드'로 인정받게 된다.

### 3집Healing Process(2006년)
2006년 7월, 서태지컴퍼니와 결별 후 절친한 사이인 힙합 그룹 에픽하이의 당시 소속사인 울림 엔터테인먼트와 계약을 체결하였다. 이후 2006년 9월 21일, 정규 3집 《Healing Process》가 발매됐다. 보컬, 기타, 베이스, 드럼의 전형적 편성에서 벗어나 처음으로 현악기를 사용하는 등 스케일을 넓히는 데 주력했는데 이에 멤버들은 "소속사를 옮긴 것과 음악은 아무 상관이 없다"라고 언급했다.
만들어 둔 50곡 중 17곡을 CD 2장에 실었고, 앨범을 준비하는 과정에서 겪었던 힘들고 아팠던 일들을 그대로 담아내어 'Healing Process'라는 앨범명을 붙이게 되었다.
히든 트랙이 한 곡 있는데, 제목이 '1분만 닥쳐줄래요'로, 마지막 수록곡이 끝나고 정확히 1분간의 정적 후에 노래가 시작된다. 그리고 후에 이 앨범은 음악 관계자가 뽑은 2006년 최고의 앨범에 선정되었다.

### EPLet's Take A Walk(2007년)
기존 곡들을 어쿠스틱 버전으로 새롭게 편곡 앨범이다. 이 외에도 'It's okay', 'Down', 그리고 데모 버전으로만 공개되어있던 '연어가 되지 못한 채'를 포함한 신곡 3곡이 함께 수록되었다.

### 4집Separation Anxiety, DVDThe Trace(2008년)
2008년 12월 11일 골든디스크 수상을 끝으로, 멤버들의 군입대로 인해 활동을 잠정 중단했다.

### 군입대와 공백기 (2009년~2011년)
2011년 10월 22일 그랜드 민트 페스티벌을 시작으로 다시 활동을 재개하였다.

### 5집Slip Away(2012년)
2012년 《Slip Away》로 성공적인 컴백을 하며 〈그리고, 남겨진 것들〉, 〈Cliff Parade〉 등이 대중에게 사랑받았다.

### 중력 3부작 (2012년~2014년)
싱글 앨범 2장인 《Holding onto Gravity》(2012년), 《Escaping Gravity》(2013년)과 정규 앨범 1장 《Newton's Apple》(2014년)로 구성된 'Gravity 3부작'을 발표했다. 한편, 《Newton's Apple》은 빌보드가 뽑은 2014년 최고의 K-pop 앨범에서 2위에 선정되었다.

### 7집C(2016년)
넬이 2년 5개월이라는 긴 공백을 깨고 발매한 정규 앨범이다. 울림엔터테인먼트로부터 독립한 이후 처음으로 내놓는 작품이며, 원래 8월 11일 발매 예정이었지만, "더 오래 간직할 수 있는 CD를 만들기 위해 잠깐의 시간을 더 빌리겠다"라는 입장을 밝히며, 8월 19일로 발매를 연기하였다. 오프라인으로는 8월 24일 발매되었다. 이후, 네이버 뮤직 이주의 발견에 선정되고, 이즘에서 별점 4개를 받는 등의 호평을 받기도 하였으며, 여담으로 메이저 데뷔 이후 가장 적은 방송 활동을 펼치기도 했다.

## 구성원
- 김종완 (1980년 12월 24일, 보컬, 리듬 기타, 키보드)
- 이재경 (1980년 5월 13일, 기타, 키보드)
- 이정훈 (1980년 11월 11일, 베이스 기타, 키보드, 코러스, 샘플러 등)

### 이전 구성원
- 정재원 (1980년 8월 4일, 드럼)

## 평가
특유의 감성적이고 서정적인 음악으로 '넬'스럽다고 일컫는 독자적인 음악 세계를 구축하여 두터운 매니아 팬층을 지닌 밴드, 한국 모던록의 독보적인 밴드로 평가받고 있다. '한국의 라디오헤드', '감성밴드' 등의 수식어가 따라다니며, 일본의 록 전문 잡지 Crossbeat에선 이들을 '한국의 콜드플레이'라 묘사했다. 대중 매체에 노출이 적다는 이유로 '신비주의 밴드', '미스터리 밴드'라는 대중들의 시선에 김종완은 "감춘다기 보단 굳이 보여주고 싶지 않은 것일뿐이다. 멤버들 모두 개인적인 공간과 시간을 중시하는 편이기도 하고, 음악을 하는 사람들이기 때문에 음악 방송만 하는 것일뿐"이라고 언급했다.
넬은 음반을 발매할 때마다 대중들이 상반된 반응을 보여왔다. 데뷔 초, 인디 1집 《Reflection of》에서 '라디오헤드의 아류'라는 오명을 쓰기도 했으나 2006년 중고 음반 최고가인 30만원을 기록하며 놀라운 반응을 끌어냈고 정규 3집 《Healing Process》 발매 땐 현악기와 전자음 등 스케일이 커진 앨범을 선보이자 대중들은 넬이 '색을 잃었다, 대중적이다' 등의 반응을 보였으나 전문가들은 2006년 최고의 앨범으로 선정했고 팬들은 '넬'스러운 앨범이라고 평했다. 또한, 정규 5집 《Slip Away》때도 '넬스럽다'와 '색을 잃었다'라는 의견이 교차했고 중력 2부 《Escaping Gravity》에선 '밝아졌다'와 '어두워졌다'라는 상반된 평가가 많았다. 이에 정재원은 "신기한 건 '이번엔 달라졌다' 이런 반응이 있다가도 다음 앨범이 나오면 그땐 또 '그게 넬스러웠던 것'이라는 목소리다. 이런 반응들이 재밌더라"라고 말했다.

## 음반

### 인디 앨범
1. 2001년 1월 19일 《Reflection of》
2. 2001년 9월 26일 《Speechless》

### 정규 앨범
1. 2003년 6월 12일 《Let It Rain》
2. 2004년 11월 18일 《Walk through Me》
3. 2006년 9월 21일 《Healing Process》
4. 2008년 3월 21일 《Separation Anxiety》
5. 2012년 4월 10일 《Slip Away》
6. 2014년 2월 27일 《Newton's Apple》
7. 2016년 8월 19일 《C》
8. 2019년 10월 10일 《COLORS IN BLACK》
9. 2021년 9월 2일 《Moment in between》

### EP
1. 2007년 6월 25일 《Let's Take A Walk》
2. 2012년 12월 3일 《Holding onto Gravity》
3. 2013년 6월 10일 《Escaping Gravity》
4. 2018년 11월 14일 《행복했으면 좋겠어》
5. 2023년 11월 13일 《Dystopian's Eutopia》

### 싱글
1. 2008년 6월 3일 〈멀어지다〉 (디지털 싱글)
2. 2013년 1월 8일 <Christmas In Nell's Room> (디지털 싱글)
3. 2014년 12월 15일 〈청춘연가〉 (디지털 싱글)
4. 2015년 9월 18일 <Star Shell> (디지털 싱글)
5. 2015년 12월 2일 <3인칭의 필요성> (디지털 싱글)
6. 2016년 12월 6일 〈그리워하려고 해〉 (디지털 싱글)
7. 2016년 12월 16일 <사는게 니나노> (디지털 싱글)
8. 2017년 12월 15일 〈부서진〉 (디지털 싱글)
9. 2017년 9월 18일 <NELL X GROOVYROOM> (디지털 싱글)
10. 2019년 12월 2일 <Nothern Lights> (디지털 싱글)
11. 2020년 6월 26일 〈듀엣〉 (디지털 싱글)
12. 2020년 7월 31일 <Crash> (디지털 싱글)
13. 2020년 10월 23일 〈기억해〉 (디지털 싱글)
14. 2020년 12월 18일 <Let's Part> (디지털 싱글)
15. 2021년 3월 12일 〈Don't hurry up〉 (디지털 싱글)
16. 2021년 7월 5일 <Glow in the dark> (디지털 싱글)
17. 2022년 8월 5일 <Still Sunset> (디지털 싱글)
18. 2023년 1월 1일 〈인정의 미학〉 (디지털 싱글)
19. 2023년 8월 11일 <Wanderer> (디지털 싱글)
20. 2023년 10월 12일 <Moon Shower> (디지털 싱글)

### DVD
1. 2008년 11월 27일 《The Trace》

### 사운드트랙
1. 2013년 8월 7일 《투윅스 OST Part 1》
2. 2016년 6월 25일 《미녀 공심이 OST Part 7》
3. 2016년 7월 23일 《굿 와이프 OST Part 1》

## 미공개곡
앨범에 들어가진 못했지만 공연장에서 종종 불리는 곡들을 말한다. 팬들에 의해 녹음본이 다수 존재하며, 녹음본이 없는 곡들도 있다. 다음은 미공개곡의 목록.
| - Hate - Hold On - Intima (음원 없음) - Shower - Whatever - Why - 가난한 진실 - 내 안에 - 딩디리딩 - 멋지다 대한민국 (음원 없음) - 본능 - 부서진 (10년동안 공개되지 않았다가 이후 2017년에 디지털 싱글로 발매) - 비밀의 화원 - 비와 달 - 삐에로와 눈사람 - 어젯밤 내게 생긴 일 - 연어가 되지 못한 채 (후에 재편곡되어 Let's Take A Walk 수록) - 자물쇠 - 파란 토마토의 비밀 |

## 커버곡
다른 가수의 곡을 넬이 편곡해서 공연장에서 부른 것을 말한다. 다음은 커버곡의 목록.
| - 널 지우려 해 - 서태지 (With. 서태지) - Take One - 서태지 - 내가 바라는 나 - 이승환 (With. 유희열) - 천일동안 - 이승환 - 나의 외로움이 널 부를 때 - 장필순 - Eternal Flame - Bangles - Across the Universe - Beatles - Song 2 - Blur - Knocking On Heaven's Door - Bob Dylan - If - Bread - Yellow - Coldplay - Like A Star - Corinne Bailey Rae (With. 지선) - Zombie - Cranberries - Can't Take My Eyes Off You - Frankie Valli (With. 피아) - Brainstew - Greenday - This Love - Maroon 5 - Plug in Baby - Muse - Unintended - Muse - Muscle Museum - Muse - Uno - Muse - Helena - My Chemical Romance - Lithium - Nirvana - Smells Like Teen Spirit - Nirvana - Every Breath You Take - The Police - Roads - Portishead - I'll Be Missing You - Puff Daddy (With. 에픽하이) - Creep - Radiohead - Bulletproof……I wish I was - Radiohead - I Love You - Sarah McLachlan - Nothing Compares 2 U - Sinead O'connor - She's gone - Steelheart - Shape of My Heart - Sting - Last Christmas - Wham |

## 수상 및 경력
- 2006년 최고의 앨범 선정 《Healing Process》

| 연도 | 상                                | 부문                                    | 후보                                | 결과 |
| ---- | --------------------------------- | --------------------------------------- | ----------------------------------- | ---- |
| 2005 | 제2회 한국대중음악상              | 올해의 음악인 (그룹)                    | Walk Through Me                     | 후보 |
| 2007 | 제4회 한국대중음악상              | 올해의 음악인 (그룹)                    | Healing Process                     | 후보 |
| 2007 | 제4회 한국대중음악상              | 최우수 모던록 (음반)                    | Healing Process                     | 후보 |
| 2008 | 제5회 한국대중음악상              | 모던록 부문 네티즌이 뽑은 올해의 음악인 | Let's Take A Walk                   | 수상 |
| 2008 | SBS 《인기가요》                  | 뮤티즌송 (4월 27일)                     | 기억을 걷는 시간                    | 수상 |
| 2008 | Mnet KM 뮤직 페스티벌             | 록 음악상                               | -                                   | 수상 |
| 2008 | Mnet KM 뮤직 페스티벌             | 작곡상                                  | 기억을 걷는 시간 (김종완 단독 수상) | 수상 |
| 2008 | 제23회 골든디스크                 | 코스모폴리탄 록상                       | -                                   | 수상 |
| 2009 | 6회 한국대중음악상                | 최우수 모던록 (음반)                    | Separation Anxiety                  | 후보 |
| 2009 | 6회 한국대중음악상                | 네티즌이 뽑은 올해의 음악인 (그룹)      | Separation Anxiety                  | 후보 |
| 2009 | 6회 한국대중음악상                | 최우수 모던록 (노래)                    | 기억을 걷는 시간                    | 후보 |
| 2011 | 제5회 그랜드 민트 페스티벌 어워즈 | 최고의 공연                             | -                                   | 수상 |
| 2011 | 제5회 그랜드 민트 페스티벌 어워즈 | 최고의 순간                             | -                                   | 수상 |
| 2012 | 제14회 Mnet 아시안 뮤직 어워드    | 베스트 밴드 퍼포먼스                    | 그리고, 남겨진 것들                 | 후보 |
| 2012 | 제4회 멜론 뮤직 어워드            | 뮤직스타일상 락 부문                    | 그리고, 남겨진 것들                 | 수상 |

## 공연 및 콘서트
※ 넬 Daum 팬 카페에 업로드된 스케줄을 바탕으로 작성.

### 2007년
| 년도   | 형태     | 제목                                               | 장소                                                      |
| ------ | -------- | -------------------------------------------------- | --------------------------------------------------------- |
| 2007년 | 공연     | 롤링 12주년 스페셜 라이브                          | 공연일정 및 장소 1월 7일 홍대 롤링홀                      |
| 2007년 | 콘서트   | WELCOME HOME                                       | 공연일정 및 장소 1월 20일~2월 4일 Live Club SSAM          |
| 2007년 | 공연     | 박기영 발렌타인 콘서트(게스트)                     | 공연일정 및 장소 2월 14일 성균관대 600주년 기념관         |
| 2007년 | 공연     | 이승환 '2007 차카게 살자' 자선콘서트(게스트)       | 공연일정 및 장소 2월 24일 워커힐 지하 2층 비스타홀        |
| 2007년 | 공연     | 사운드홀릭 뮤직페스티벌                            | 공연일정 및 장소 3월 24일 홍대 사운드홀릭                 |
| 2007년 | 공연     | 부산대학교 행사                                    | 공연일정 및 장소 5월 17일 부산대학교                      |
| 2007년 | 공연     | 서강대학교 행사                                    | 공연일정 및 장소 5월 18일 서강대학교                      |
| 2007년 | 콘서트   | Nell & Epik High 'Premiere 2007' - 'Complete Cure' | 공연일정 및 장소 5월 24일 올림픽공원 역도경기장           |
| 2007년 | 쇼케이스 | Let's take a walk 쇼케이스                         | 공연일정 및 장소 7월 1일 홍대 클럽 "타"                   |
| 2007년 | 공연     | Pentaport Rock Festival 2007                       | 공연일정 및 장소 7월 29일 인천 송도                       |
| 2007년 | 공연     | Let's Rock Festival 2007                           | 공연일정 및 장소 9월 8일 고려대학교 녹지운동장 (노천극장) |
| 2007년 | 공연     | Ssamzie Sound Festival 9th : 고맙습니다            | 공연일정 및 장소 9월 29일 한강시민공원 난지지구 잔디마당  |
| 2007년 | 공연     | 2007 Fireball Festival                             | 공연일정 및 장소 10월 6일 잠실종합운동장 체육공원         |
| 2007년 | 공연     | 4주년기념 사운드홀릭 뮤직페스티벌                  | 공연일정 및 장소 11월 10일 홍대 사운드홀릭                |
| 2007년 | 공연     | [&] SEOTAIJI 15TH ANNIVERSARY                      | 공연일정 및 장소 12월 1일 등촌동 88 체육관                |
| 2007년 | 콘서트   | 2007 Christmas in Nell's Room V                    | 공연일정 및 장소 12월 24일~25일 멜론악스                  |

### 2008년
| 년도   | 형태   | 제목                                                 | 장소                                                                |
| ------ | ------ | ---------------------------------------------------- | ------------------------------------------------------------------- |
| 2008년 | 콘서트 | Nell 4th Album release Concert                       | 공연일정 및 장소 4월 4일~6일 한전아트센터                           |
| 2008년 | 공연   | 2008 CMB 여의도 봄꽃축제 기념 LIVE POWER Music       | 공연일정 및 장소 4월 13일 여의도 서강대교 남단 럭비구장 앞 특설무대 |
| 2008년 | 콘서트 | NELL 4집앨범 발매기념 콘서트 SEPARATION ANXIETY_부산 | 공연일정 및 장소 5월 10일 부산 금정문화회관 대공연장                |
| 2008년 | 콘서트 | NELL 4집앨범 발매기념 콘서트 SEPARATION ANXIETY_대구 | 공연일정 및 장소 5월 12일 대구 동구문화체육회관                     |
| 2008년 | 공연   | 연세대학교 신촌캠퍼스 행사                           | 공연일정 및 장소 5월 14일 연세대학교 신촌캠퍼스 청송대              |
| 2008년 | 공연   | 한국교원대학교 행사                                  | 공연일정 및 장소 5월 15일 한국교원대학교                            |
| 2008년 | 공연   | 대종상 영화축제                                      | 공연일정 및 장소 5월 27일 상암 월드컵공원 평화의 광장               |
| 2008년 | 공연   | 경원대학교 행사                                      | 공연일정 및 장소 5월 28일 경원대학교                                |
| 2008년 | 공연   | 제 13회 바다의 날                                    | 공연일정 및 장소 5월 30일 부산 해운대 해수욕장 야외 특설 무대       |
| 2008년 | 공연   | Next Floor 08                                        | 공연일정 및 장소 6월 28일 한강시민공원 난지지구                     |
| 2008년 | 공연   | 미쓰라진의 음악데이트 공개방송                       | 공연일정 및 장소 6월 28일 신세계백화점 본점 10층 문화홀             |
| 2008년 | 공연   | 라디오데이즈 더하기 뮤직스트리트, 인맥콘서트         | 공연일정 및 장소 7월 8일 홍대 KT&G 상상마당                         |
| 2008년 | 콘서트 | Nell Concert 'Stay'                                  | 공연일정 및 장소 7월 19일 올림픽공원 올림픽홀                       |
| 2008년 | 공연   | Summer Sonic 2008(osaka)                             | 공연일정 및 장소 8월 10일 일본 오사카                               |
| 2008년 | 공연   | Let's Rock Festival 2008                             | 공연일정 및 장소 9월 6일 올림픽공원 88잔디마당                      |
| 2008년 | 공연   | myspace : secret show                                | 공연일정 및 장소 11월 28일 미공개                                   |

### 2011년
| 년도   | 형태 | 제목                      | 장소                                                |
| ------ | ---- | ------------------------- | --------------------------------------------------- |
| 2011년 | 공연 | 그랜드 민트 페스티벌 2011 | 공연일정 및 장소 10월 22일 올림픽공원               |
| 2011년 | 공연 | i-30 FESTA                | 공연일정 및 장소 10월 22일 잠실 주경기장내 특설무대 |

### 2012년
| 년도   | 형태     | 제목                                 | 장소                                                  |
| ------ | -------- | ------------------------------------ | ----------------------------------------------------- |
| 2012년 | 콘서트   | NELL Comeback Concert "The Lines"    | 공연일정 및 장소 4월 14일~15일 올림픽공원 내 올림픽홀 |
| 2012년 | 공연     | 베가 패밀리락 페스티벌               | 공연일정 및 장소 5월 26일 지산포레스트                |
| 2012년 | 공연     | 지산 밸리 록 페스티벌                | 공연일정 및 장소 7월 29일 지산포레스트                |
| 2012년 | 콘서트   | Nell's Season - Standing In The Rain | 공연일정 및 장소 9월 20일~23일 블루스퀘어 삼성카드홀  |
| 2012년 | 공연     | 그랜드 민트 페스티벌 2012            | 공연일정 및 장소 10월 21일 올림픽공원                 |
| 2012년 | 쇼케이스 | Holding onto Gravity 쇼케이스        | 공연일정 및 장소 12월 3일 플래툰 쿤스트할레           |
| 2012년 | 콘서트   | 2012 CHRISTMAS IN NELL’s ROOM Ⅵ      | 공연일정 및 장소 12월 24일 서울 잠실학생체육관        |
| 2012년 | 콘서트   | 2012 NELL’s ROOM IN BUSAN            | 공연일정 및 장소 12월 31일 부산 벡스코 오디토리움     |

### 2013년
| 년도   | 형태     | 제목                                            | 장소                                                     |
| ------ | -------- | ----------------------------------------------- | -------------------------------------------------------- |
| 2013년 | 쇼케이스 | 일본 쇼케이스                                   | 공연일정 및 장소 3월 16일 동경 하라주쿠 아스트로홀       |
| 2013년 | 공연     | 레인보우아일랜드 2013                           | 공연일정 및 장소 6월 9일 남이섬                          |
| 2013년 | 공연     | 안산 밸리 록 페스티벌                           | 공연일정 및 장소 7월 27일 안산시 대부도 바다향기테마파크 |
| 2013년 | 공연     | SBS파워FM콘서트 어쿠스틱                        | 공연일정 및 장소 8월 13일 SBS 목동사옥 1층 더스튜디오락  |
| 2013년 | 공연     | 제천국제음악영화제-원썸머나잇(믹스나잇)         | 공연일정 및 장소 8월 17일 청풍호반무대                   |
| 2013년 | 공연     | Let's Rock Festival 2013                        | 공연일정 및 장소 9월 14일 난지한강공원 내 중앙잔디광장   |
| 2013년 | 공연     | 2013 MU:CON SEOUL                               | 공연일정 및 장소 10월 10일 메세나 폴리스몰 중앙 광장     |
| 2013년 | 공연     | 그랜드 민트 페스티벌 2013                       | 공연일정 및 장소 10월 20일 올림픽공원                    |
| 2013년 | 공연     | Asian Kung-Fu Generation x Straightener(게스트) | 공연일정 및 장소 12월 17일 유니클로 AX                   |
| 2013년 | 콘서트   | Christmas in Nell's Room 2013                   | 공연일정 및 장소 12월 24일 서울 잠실학생체육관           |

### 2014년
| 년도   | 형태   | 제목                                | 장소                                                    |
| ------ | ------ | ----------------------------------- | ------------------------------------------------------- |
| 2014년 | 공연   | SXSW (K-pop Night Out)              | 공연일정 및 장소 3월 11일 미국 텍사스 Elysium Nightclub |
| 2014년 | 콘서트 | NELL's SEASON 2014 - NEWTON's APPLE | 공연일정 및 장소 4월 3일~6일 블루스퀘어 삼성카드홀      |
| 2014년 | 공연   | 그린플러그드 서울 2014              | 공연일정 및 장소 5월 31일 난지한강공원                  |
| 2014년 | 공연   | 2014 현대카드 CITYBREAK             | 공연일정 및 장소 8월 9일 상암월드컵경기장               |
| 2014년 | 콘서트 | NELL SECRET STAGE                   | 공연일정 및 장소 9월 14일 롯데카드아트센터 아트홀       |
| 2014년 | 콘서트 | Christmas in Nell's Room 2014       | 공연일정 및 장소 12월 24일 서울 잠실학생체육관          |

### 2015년
| 년도   | 형태   | 제목                               | 장소                                                                |
| ------ | ------ | ---------------------------------- | ------------------------------------------------------------------- |
| 2015년 | 콘서트 | NELL's SEASON 2015 - Beautiful Day | 공연일정 및 장소 5월 22일~6월 7일 이화여자대학교 삼성홀             |
| 2015년 | 콘서트 | NELL's SEASON 2015 in Jeju         | 공연일정 및 장소 6월 27일~28일 제주돌문화공원 오백장군갤러리 소극장 |
| 2015년 | 콘서트 | NELL’S SEASON 201509               | 공연일정 및 장소 9월 18~20일 서울 올림픽 공원 우리금융아트홀        |
| 2015년 | 콘서트 | Chtistmas In NELL's ROOM 2015      | 공연일정 및 장소 12월 24일 서울 잠실학생체육관                      |